# Hieronymus Laub
Hieronymus Laub (* 15. Februar 1684 in Augsburg; † 5. Dezember 1753 in Kopenhagen) war ein deutscher Mediziner, Leibarzt des dänischen Königs und Mitglied der Gelehrtenakademie Leopoldina.

## Leben
Hieronymus Laub war ein Sohn des evangelischen Pfarrers und Magisters Georg Laub (1626–1686) aus Augsburg und dessen zweiter Ehefrau Anna Dorothea Heyd († 1730) aus Schemnitz in Oberungarn.    
Die Familie Laub war eine Augsburger Ratsfamilie.   
Hieronymus Laubs Urgroßvater Georg Laub (1554–1597) war Arzt in seiner Heimatstadt und hatte 1578 einen Wappenbrief von Kaiser Rudolf II. erhalten.
Hieronymus Laubs Vater war während einer mehrjährigen Bildungsreise durch Nordeuropa Hofprediger am schwedischen Hof und 1650 bei der Krönung von Königin Christina beteiligt. Nach einem Aufenthalt in Kopenhagen und an der Sorø Akademi in Dänemark kehrte er 1652 in die Heimat zurück, um einen jungen Adligen als Hofmeister an mehrere Universitäten zu begleiten. Ab 1659 hatte er verschiedene Pfarrstellen inne, zuletzt ab 1678 als Hauptpastor an der St.-Ulrichs-Kirche in Augsburg. Mit seinen zwei Ehefrauen hatte er insgesamt sechzehn Kinder. Hieronymus war sein zweitjüngster Sohn. Der jüngste Sohn war der Maler Tobias Laub.   
Hieronymus Laub studierte ab 1701 Medizin in Helmstedt. 1704 promovierte er dort bei Andreas Julius Bötticher mit der Arbeit De Diabete zum Magister. Aus demselben Jahr sind zwei Trauergedichte von „Hieronymus Laub/ August. Med. Stud.“ erhalten, eins auf den Tod des „Vest und Hochgelahrten Herrn Friderich Schrader/ Medic. weitberühmten Doctori“ und eins zum Trost für den Adligen Otto Ludewig von Veltheim, der einen Sohn im Kleinkindsalter verloren hatte. In Leiden erwarb Laub 1707 den Doktortitel. In den folgenden Jahren unternahm er eine Studienreise durch England und Frankreich und setzte 1711 sein Studium an der Universität Kopenhagen fort.  
Anschließend eröffnete er 1712 eine Praxis in Kopenhagen. Im Nordischen Krieg war er als Feldarzt tätig, bis er 1720 eine feste Stelle als Arzt des Søkvæsthus, des Lazaretts für verwundete Marinesoldaten in Kopenhagen, erhielt. In dieser Zeit arbeitete an einer methodischen Ausbildung für die dem „Königlich-Dänischen-Feldlazarett“ angeschlossenen Barbierchirurgen oder Wundärzte. 1733 wurde er Hofmedicus und 1736 schließlich gleichzeitig mit Johann Samuel Carl zu einem der vier Leibärzte des Königs Christian VI. von Dänemark und Norwegen berufen. Dazu wurde ihm 1739 der Titel eines Justizrats und 1746 eines Etatrats verliehen. Die Stellung als Leibarzt behielt er auch unter König Friedrich V.
Am 15. Februar 1718 wurde Hieronymus Laub mit dem akademischen Beinamen Faustinus I. als Mitglied (Matrikel-Nr. 333) in die Deutsche Akademie der Naturforscher Leopoldina aufgenommen.

## Familie
Laub heiratete 1721 Johanne Justina (1699–1753), eine Tochter des Kopenhagener Hofapothekers Michael Georg Scharffenberg. Sie hatten sieben Kinder. Die Söhne des Ehepaares traten in dänische Staatsdienste. Der Kanzleirat Friedrich Laub (1729–1809) und der Seeoffizier Michael Georg Laub (1731–1812) waren beide auch als Kupferstecher tätig. Über den jüngsten Sohn, Kriegsrat Wilhelm Frederik Laub (1735–1800), ist Laub Vorfahre des Bischofs von Viborg Otto Laub (1805–1882) und des Komponisten und Organisten Thomas Linnemann Laub.
Laub, seine Frau, die zwei Monate vor ihm starb, und die drei frühverstorbenen Kinder sind im Südflügel der großen Grabkapelle der St.-Petri-Kirche, der Kirche der deutschsprachigen Minderheit in Kopenhagen, beigesetzt.

## Veröffentlichungen
- Hieronymus Laub (1704): de Diabete MDZ Digitalisat
- Hieronymus Laub (1719): Observatio XV : Ex Lue venerea olim curati, postea febri peclorali demortui Anatome